# Дегра, Матиас
Ма́тиас Омар Дегра́ (исп. Matías Omar Degra; 18 июня 1983, Кордова, Аргентина) — аргентинский футболист, вратарь.

## Карьера
Матиас Дегра начинал карьеру в аргентинском клубе «Тальерес», с 2005 года выступал за команду «9 июля». В 2008 году перебрался в Грецию, где играл в командах «Аполлон 1926», «Верия» и «Астерас». С 2011 года выступал за кипрский АЕЛ, в котором отличился уникальным достижением — отразил 7 пенальти подряд в чемпионате страны. В 2013 году перебрался в португальский «Пасуш де Феррейра», за который провёл 21 игру. Летом 2014 года подписал контракт с тираспольским «Шерифом». За молдавский клуб Матиас дебютировал 15 июля в матче второго квалификационного раунда Лиги чемпионов 2014/15 против черногорской «Сутьески». 24 мая 2015 года выиграл с командой Кубок Молдавии 2014/15. Всего за тираспольский клуб Дегра провел 16 игр и в 7 из них не пропустил ни одного мяча. 30 июня стало известно, что вратарь перешёл в кипрский клуб АЕЛ.

## Достижения
- Чемпион Кипра (1): 2011/12
- Обладатель Кубка Молдавии (1): 2014/15
- Бронзовый призёр чемпионата Молдавии (1): 2014/15